# 프라가 R1
프라가 R1(체코어: Praga R1)은 프라가 레이싱에서 2012년에 생산했던 스포츠카이다.

## 비디오 게임에서의 등장
- 아스팔트 9: 레전드